# Marie-Louise von Motesiczky
Marie-Louise von Motesiczky, née le 24 octobre 1906 à Vienne et morte le 10 juin 1996 à Londres, est une peintre austro-britannique connue pour ses portraits et ses natures mortes.

## Biographie

### Enfance, formation et Anschluss
Marie-Louise von Motesiczky naît à Vienne le 24 octobre 1906 du violoncelliste Edmund von Motesiczky (mort trois ans après la naissance de Marie-Louise) et d'Henriette (morte en 1978).
À treize ans, elle quitte l'école pour étudier l'art. Elle rencontre Max Beckmann durant ses études et ils deviennent amis, puis leur relation devient maître-élève.
Avec sa mère, elle est contrainte de quitter la capitale autrichienne en 1938 à cause de l'Anschluss. Elles vont chez des proches aux Pays-Bas, puis à Londres l'année suivante, où elle se lie d'amitié avec Oskar Kokoschka.

### Vie artistique
L'une de ses premières œuvres est Selbstporträt mit Kamm (« Autoportrait au peigne »). La vie avec sa mère à Londres lui inspire quelques portraits de celle-ci, et elle réalise également quelques portraits sur commande (comme celui du baron Philippe de Rothschild). Elle peint également Elias Canetti dont elle est proche, mais elle ne se marie jamais.
Outre les portraits, elle est connue pour ses natures mortes.
Durant de longues années de sa vie, elle subit l'indifférence de la part du monde de l'art au Royaume-Uni envers l'art allemand.
Une exposition de ses œuvres au Belvédère de Vienne en 1994 rencontre un grand succès.
Elle meurt à Londres le 10 juin 1996.